# Jiří Welsch
Jiří Welsch (* 27. ledna 1980, Holice) je český profesionální basketbalista. V NBA v letech 2002–2006 celkem odehrál 247 zápasů, z toho 102 v základní pětce a zaznamenal 1519 bodů. V prestižní severoamerické NBA se jedná o zatím historicky 2. nejúspěšnějšího českého hráče.
Jiří Welsch byl jednou z hlavních opor české basketbalové reprezentace (průměr 18,7 bodu na zápas v rámci kvalifikace na Mistrovství Evropy 2007).

## Kariéra
Jiří Welsch je odchovanec BVK Holice. Svou profesionální kariéru zahájil v BK Pardubice. Dvě sezóny 1998–2000 odehrál v české extralize Mattoni NBL za tým Sparta Praha, následující dvě sezóny za slovinský tým Olimpija Ljubljana.
V roce 2002 byl draftován do NBA týmem Philadelphia 76ers a ihned prodán do Golden State Warriors. V tomto týmu strávil nepříliš úspěšnou sezónu 2002–2003 a po dvou rychlých výměnách na podzim 2003 hrál za Boston Celtics.
Za Celtics odehrál Jiří Welsch dvě velice úspěšné sezóny (2003–2005) – nastřílel celkem 1161 bodů (s průměrem za obě sezóny 8,5 bodu na zápas), pravidelně nastupoval ve většině zápasů, často i v základní sestavě.
Přesto byl v únoru 2005 prodán do týmu Cleveland Cavaliers, kde se mu nepodařilo proniknout do užšího kádru. Pro sezónu 2006 se proto Jiří Welsch vrátil do Evropy a uzavřel smlouvu s týmem španělské ligy Baloncesto Málaga, kde hrál až do léta 2010. Poté přestoupil do jiného španělského klubu, do CB Estudiantes Madrid.
V sezóně 2011/2012 hrál za belgický Spirou Charleroi. V roce 2012 Welsch přestoupil do českého ČEZ Basketball Nymburk, kde hrál až do listopadu 2017 kdy přestoupil do BK JIP Pardubice, tedy klubu kde kdysi začal svoji kariéru.